# Lincoln (bilmærke)
 For alternative betydninger, se Lincoln. (Se også artikler, som begynder med Lincoln)
Lincoln er et amerikansk luksus-bilmærke ejet af Ford Motor Company. Lincoln-biler sælges primært i Nordamerika.

## Historie
Virksomheden blev grundlagt i august 1915 af Henry M. Leland, en af Cadillac's grundlæggere. I løbet af 1. Verdenskrig, forlod han Cadillac, som blev solgt til General Motors. Han etablerede Lincoln Motor Company og opkaldte det efter sin helt Abraham Lincoln, for at bygge Liberty aircraft engines sammen med sin søn Wilfred, med cylindere fra Ford Motor Company. Efter krigen blev virksomhedens fabrikker ombygget til at fabrikere luksus-biler.
The Lincoln Motor Company fungere som selvstændig virksomhed indtil 30. april 1940, hvor virksomheden den efterfølgende dag blev en division af Ford Motor Company.

### Opkøbt af Ford
Lincoln Motor Company var i svære økonomiske problemer gennem omdannelsen til luksusbilsfabrikant, desuden var virksomhedens karosserier ikke kompatible med andre luksufabrikanter. Efter kun at have fabrikeret 150 Lincoln L-serie biler i 1922, var en konkurs uundgåligt og virksomheden blev solgt for $8.000.000 til Ford Motor Company den 4. februar 1922.

## Galleri
- Lincoln K-series Touring 1937
- 1948 Lincoln H-series V12 sedan
- 1949 Lincoln Cosmopolitan
- 1956 Lincoln Premiere
- 1960 Lincoln Continental
- 1961 Lincoln Continental Convertible
- 1978 Lincoln Continental (Custom)
- 1989 Lincoln Town Car
- 1990 Lincoln Town Car
- 2003-07 Lincoln Town Car
- 2009 Lincoln MKS